# Turnovo (Sjeverna Makedonija)
Turnovo (makedonski: Турново) je naselje u Makedoniji, u jugoistočnom dijelu države. Turnovo je u sastavu  općine Bosilovo.

## Prirodni uvjeti
Turnovo je smješteno u jugoistočnom dijelu Republike Makedonije. Od najbližeg grada, Strumice, naselje je udaljeno 10 kilometara istočno.
Naselje Turnovo se nalazi u povijesnoj oblasti Strumica. Naselje je položeno u središnjem dijelu plodnog Strumičkog polja. Južno od naselja protiče  rijeka Strumica. Samo selo je smješteno na rječici Turiji, lijevoj pritoci rijeke  Strumice. Po reci  Turiji naselje je dobilo naziv. Nadmorska visina naselja je približno 215 metara.
Mjesna klima je blaži oblik kontinentalne zbog blizine Egeja (žarka ljeta).

## Povijest
Po statistici tajnika Bugarske egzarhije, 1905. godine u Turnovo je živjelo 280  Bugara, vjernika Bugarske egzarhije i 250 Turaka, a u tom, otomanskom razdoblju, u Turnovu je radila bugarska škola.

## Stanovništvo
Turnovo je prema popisu iz 2002. godine imalo 941 stanovnika.
Većinsko stanovništvo u naselju su Makedonci (99%).
Pretežna vjeroispovijest mjesnog stanovništva je pravoslavlje.

## Sport
- FK Horizont Turnovo. Nogometni klub je osnovan 1950., danas igra u Makedonskoj prvoj ligi i tamo postiže značajne rezultate. Nogometna momčad je sastavljena od: seniora, juniora, a ima i jedan ženski nogometni klub.

## Napomene
1. ↑   Brancoff, D.M. "La Macedoine et sa Population Chretienne". Paris, 1905, р.118-119.

- Popis u Makedoniji 2002. - Knjiga 10.

## Vanjske poveznice
- Službena stranica općine Bosilovo